# Stef Collins
Stefanie Lyn Collins, detta Stef (Upper Heyford, 30 dicembre 1982), è un'ex cestista e allenatrice di pallacanestro britannica.

## Carriera
Con la Gran Bretagna ha disputato i Giochi olimpici di Londra 2012 e quattro edizioni dei Campionati europei (2011, 2013, 2015, 2019).